# جوناثان بولوك
جوناثان بولوك (بالإنجليزية: Jonathan Bullock)‏ هو سياسي بريطاني، ولد في 3 مارس 1963 في نوتنغهام في المملكة المتحدة. حزبياً، نشط في حزب استقلال المملكة المتحدة. وقد انتخب عضو في البرلمان الأوروبي عن دائرة East Midlands (European Parliament constituency) ‏ لترشحه ضمن   قائمة حزب استقلال المملكة المتحدة، وقد انضم خلال فترته النيابية (1 أغسطس 2017 – )  للكتلة البرلمانية أوروبا الحرية والديمقراطية المباشرة.